# Hugo Freund & Co
Hugo Freund & Co war ein im Jahr 1908 in Prag gegründetes Juwelierunternehmen aus Österreich-Ungarn, später Tschechoslowakei. Der Gründer war Hugo Freund.

## Unternehmensgeschichte
Hugo Freund & Co unterhielt Niederlassungen in Wien, Pforzheim, Antwerpen und der Schweiz, die in ständigem Kontakt mit der Prager Zentrale standen und sich um den Einkauf und den Export kümmerten und die Zentrale über wichtige Auslandsentwicklungen und die Marktsituation informierten.
Als es darum ging, den Import ausländischer Waren zu erschweren und sich von ausländischen Zulieferern und deren ausländischen Fabriken zu trennen, beschloss Freund, hohe Zoll- und Devisengebühren einzusparen.
Am Ende des Zweiten Weltkriegs wurden alle privaten Unternehmen verstaatlicht, darunter auch Hugo Freund & Co.

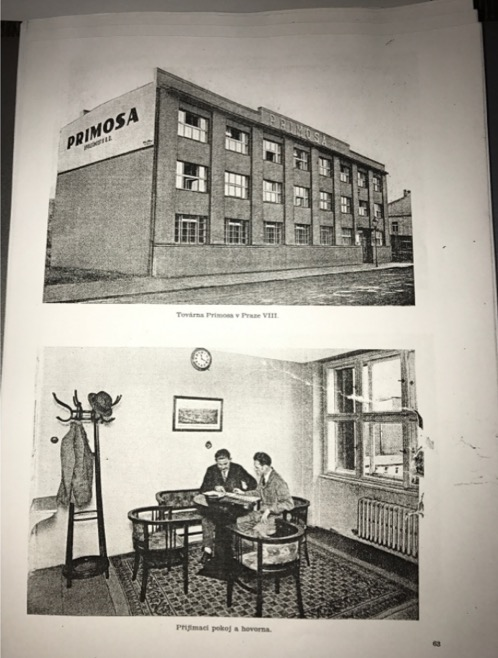
Empfangsraum und Gesprächsraum
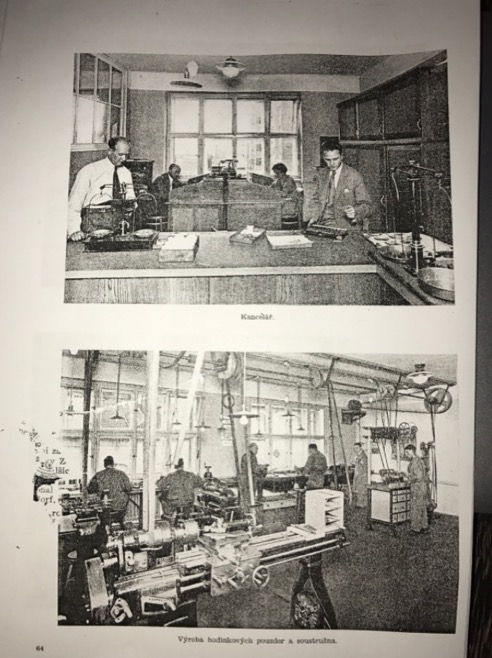
Büro
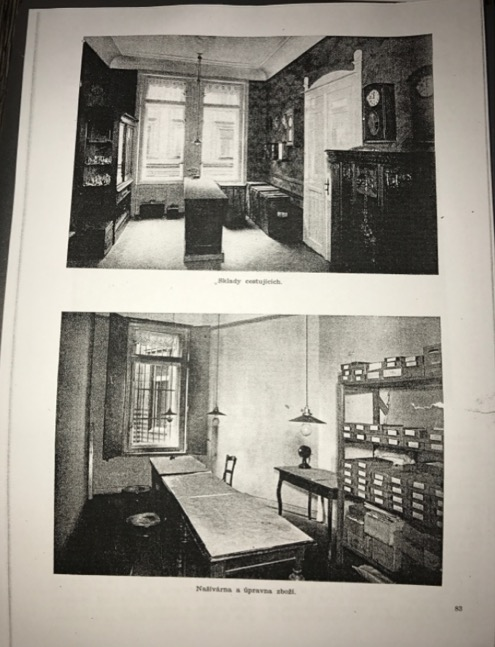
Lager und Tapisserie
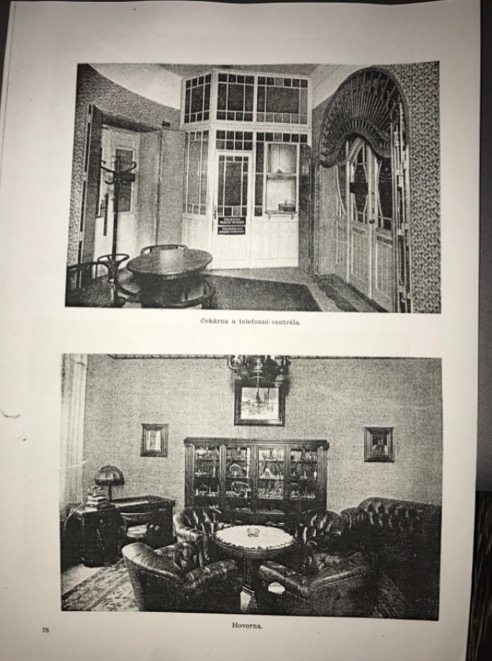
Wartezimmer und Gesprächsraum